# Tunja
Tunja ('tuŋxa) és una ciutat colombiana, capital del departament de Boyacá. Està situada sobre la Cordillera Oriental dels Andes, 130 km al nord-est de la ciutat de Bogotà. Alhora de posseir un llegat precolombí imprès en els seus monuments indígenes, és una de les ciutats hispàniques més antigues d'Amèrica. Al llarg de la història, els seus monuments han estat conservats i actualment fan part del patrimoni històric de la nació. És un reconegut pol de caràcter literari, científic i esportiu, seu del Festival Internacional de la Cultura i el Aguinaldo boyacense. El 2010 Tunja és declarada la ciutat més segura de Colòmbia segons l'informe presentat pel Centre Internacional per la Prevenció de la Criminalitat.
El seu nom actual es deriva del terme hunza, o també junça o tchunza que en llengua chibcha vol dir «home prudent». Mai se li ha donat oficialment el nom de Santiago de Tunja. Aquesta denominació sorgeix de la primera divisió en parròquies que va tenir la ciutat, que la va organitzar a la parròquia de Nuestra Señora de las Nieves, al nord; Santa Bárbara, al sud, i Santiago de Tunja, al centre. El patró de la ciutat de Tunja i de la Catedral és l'Apòstol Santiago el Major, Patró d'Espanya. Per això adquireix el nom de Parròquia de Santiago de Tunja. L'origen muisca del nom de Tunja també està lligat a un dels seus cacics mítics: Hunzahúa. En la seva fundació hispànica pel capità Gonzalo Suárez Rendón, es va anomenar Tunja, com consta en l'acta de fundació del 6 d'agost de 1539. La denominació espanyola és confirmada amb el document monàrquic que li va atorgar el títol de Ciutat i l'escut d'armes de la corona espanyola, el 29 de març de 1541, signat per l'emperador Carles V: «És la nostra mercè i manem que ara i d'ara endavant en aquest poble es digui i tituli Ciutat de Tunja i que gaudeixi de les preeminències, prerrogatives i immunitats que pot i ha de gaudir sent ciutat»

## Persones il·lustres
- Francisca Josefa del Castillo, escriptora